# ピッツィガーノ兄弟
ドメニコ・ピッツィガーノ (Domenico Pizzigano) とフランチェスコ・ピッツィガーノ (Francesco Pizzigano) の兄弟は、ピッツィガーノ兄弟、ないし、ピッツィガーニ兄弟（イタリア語: Fratelli Pizzigani：姓が複数形）として知られた14世紀のヴェネツィア共和国の地図製作者。古い資料では、姓は「z」がひとつだけの「Pizigano」とされている場合もある。 

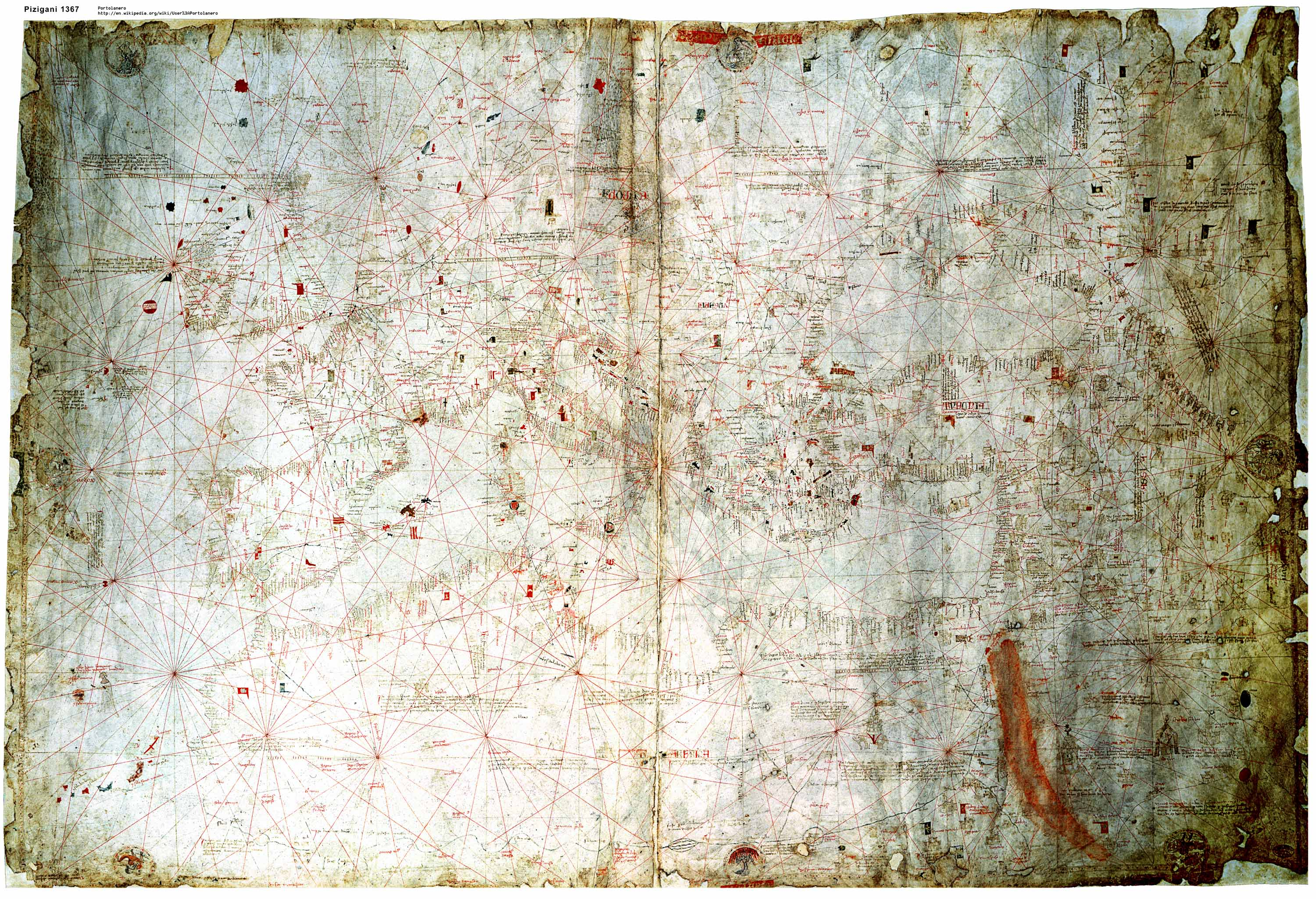
ピッツィガーノ兄弟による1367年の海図。(10 MB の拡大バージョン)

## 1367年の海図
ピッツィガーノ兄弟は、おもに1367年に製作した羅針儀海図の製作で知られており、現在その実物はパルマのビブリオテーカ・パラティーナが所蔵している (Ms.Parm.1612)。横 138cm、縦 92cm という図面は、当時としては最大の地図であった。
この地図の作者については、若干の論争がある。地図の縁に記された注記は、「MCCCLXVII. Hoc opus compoxuid franciscus pizigano veneciar et domnus pizigano In Venexia meffecit marcus die XII decembris.」通常の解釈では、これがドメニコ・ピッツィガーノとフランチェスコ・ピッツィガーノの兄弟への言及であるとしている。これとは異なる解釈の中には、フランチェスコはドメニコの兄弟ではなく息子だったのではないか、そしてドメニコは地図の完成時点で既に死去していたとするものや、domnus は（ドメニコのことではなく）聖職者の称号で、第二著者の名はマルコ (Marco, marcus) だとするもの、著者の名を記した部分をよく見ると rardus と記されているようでもあり、（ジェ）ラルダス ((Ge)rardus)、ジェラルド (Gerardo) である可能性があるとするもの、兄弟はフランチェスコ、ドメニコ、マルコ（ないしジェラルド）の3人だったとするものなどがある。20世紀になってツアン・ピッツィガーノの1424年の地図が発見されるまで、この兄弟の姓は「Pizigani」（複数形：z はひとつ）と綴られていたが、以降は z ふたつに改められるようになっている。
ピッツィガーノ兄弟の1367年の羅針儀海図は、もっぱら地中海と黒海の範囲にとどまっていた同時代の地図の範囲の先まで記載していたところに大きな特徴があり、大西洋の広範囲が描かれ、北方では、スカンジナビア半島やバルト海、カスピ海なども描かれていた。

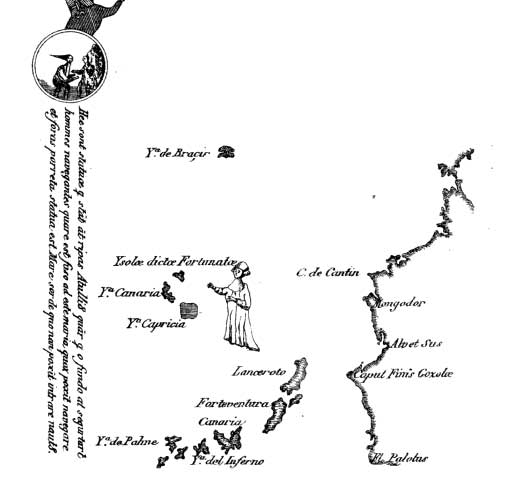
1367年海図における、アフリカ沖の大西洋の島々。

1367年のピッツィガーノ兄弟の海図は、カナリア諸島について詳しい描写をしており、8つの島を描き、1339年のアンジェリーノ・ドゥルチェルトの海図以降に蓄積された知識を反映させている。また、空想上の島であるブラジル島も、大洋の只中に、船やアラブの伝説上のドラゴンとともに描かれている。実在するカナリア諸島の北方に、ピッツィガーノ兄弟は空想上のフォルトゥーナ諸島の島々を描き、修道像姿の聖ブレンダンが祝福するセント・ブレンダン島も描かれている。ピッツィガーノ兄弟の地図は、謎めいたマム島をアイルランドの南西に描いた最初の地図でもあった。

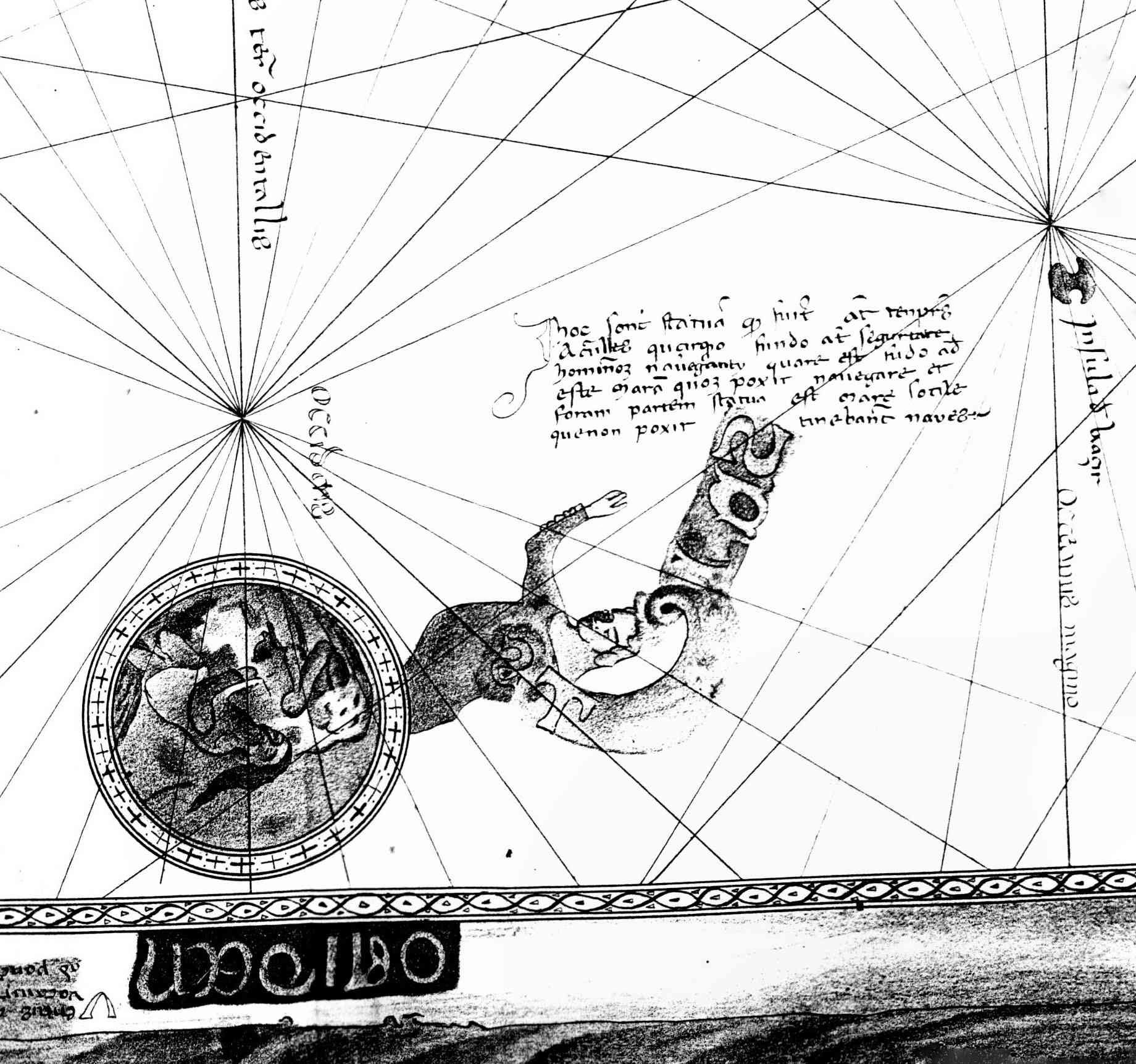
1367年の地図に描かれた、アンティリア島/ヘラクレス。

かつて一部の歴史家たちは、15世紀の羅針儀海図によって有名になった伝説上の島であるアンティリア島を最初に記載したのは1367年のピッツィガーノ兄弟の海図だと考えていた。地図の西端には島は記されておらず、何の言及もないが、手を広げた男性が書き添えられた円盤が描かれており、その添え書きには、ある解読によると「ここには、アトゥリアの前に (ante ripas Atulliae) 立像が並んでおり、船乗りたちの安全を祈っている。その先には航海が叶わない、忌まわしい海が広がっている」とある。一部の学者は、特に19世紀には、ここで言われているアトゥリアが、アンティリア島への最初の言及例だと信じていたが (e.g. Buache, Kretschmer, Nordenskiöld)、このような解釈は、その後疑わしいものとされた。Crone (1938) は、この部分を ante ripas Getuliae (Getulia) と読んだ。Hennig (1945) 以降は、この記述は「at temps Arcules」ないし「ante templum Arcules」（「ヘラクレスの時代から」の意）と解されており、ほぼ疑いなくヘラクレスの柱、すなわち古代の航海者にとっての non plus ultra（この先へ行けない）場所への言及だとされており、マスウーディーなどアラビア語の文献に見える「巨人王ヘラクレス」の「銅の偶像」が暗黒の緑の海の縁を示すという話や、イドリースィーが、海峡から離れた島々に目印の「偶像」を配したことが踏まえられている。
1367年の地図は、ヨーロッパ人が描写したものとしては初めて、伝説の「黄金の川」を西アフリカにはっきり描き込んだ最初期の地図のひとつである。この川は、特にバクリーやイドリースィーによって、「西ナイル川」としてアラビア語文献に言及されている。この西ナイルとされている川は、実際にはセネガル川ないしニジェール川であり、両者は繋がっており、黄金を産出するマリ帝国の中心部を流れているものと、長い間にわたって考えられていた。ピッツィガーノ兄弟は、この川を「パロルス (Palolus) 川」と呼び、その源を東方の「月の山脈」の山中の大きな湖とし、そこからエジプトのナイル川も源を発しているとした。ピッツィガーノ兄弟は、この川が西へ流れ、Caput finis Gozola（ナン岬）の南のどこかで大西洋に注ぐように表現した。ピッツィガーノ兄弟は、金鉱の場所を、彼らが「パローラ (Palola) 島」と呼んだ中州としたが、おそらくこれはビュレ (Buré) 金鉱のことで、ニジェール川上流部の支流に囲まれた地区が、中州と誤認されたのであろう。
ピッツィガーノ兄弟の地図は、プレスター・ジョンの伝説についても言及しており、黄金が大量に産出するので、家の屋根を黄金で葺いたり、兵士の武器を黄金で鋳造するなどと記している。

## その他の海図
ビブリオテーカ・パラティーナが所蔵する1367年の海図 (Ms.Parm.1612) の他にも、ピッツィガーノ兄弟は4点の地図の製作に関わったと考えられている。
- （ドメニコ・ピッツィガーノ単独）：パリのフランス国立図書館がファクシミリ複写を所蔵する、1350年製作のパレスチナとシリアの小さな地図 (Ge F 2428)[12]。
- （フランチェスコ・ピッツィガーノ単独）：ミラノのアンブロジアーナ図書館が所蔵する、1373年製作の地中海の羅針儀海図 (SP10,29)[13]。
- （ピッツィガーノ兄弟作とされる）：ヴェネツィアのビブリオテカ・チビカ・コレール（英語版）が所蔵する、無署名かつ年代表示のない羅針儀海図（概ね1375年から1400年の間）[14]
- （ピッツィガーノ兄弟作の可能性がある）： かつてはユソフ・カマルの私蔵コレクションに入っており、現在はカイロのエジプト国立図書館・文書館（英語版）が所蔵する、無署名の海図の断片（東地中海の部分のみ）[14]。

初めてアンティリア島をはっきりと描きこんだことで有名な1424年の羅針儀海図を製作した、ヴェネツィアの地図製作者ツアン・ピッツィガーノは、ドメニコとフランチェスコの縁者であったと考えられており、あるいはいずれかの息子であったのかもしれない。